# Sklerotienbecherlingsverwandte
Die Sklerotienbecherlingsverwandten (Sclerotiniaceae) bilden eine Familie der Pilze innerhalb der Ordnung der Helotiales. Viele Arten dieser Familie leben parasitär und  gelten daher als Pflanzenschädlinge.

## Merkmale

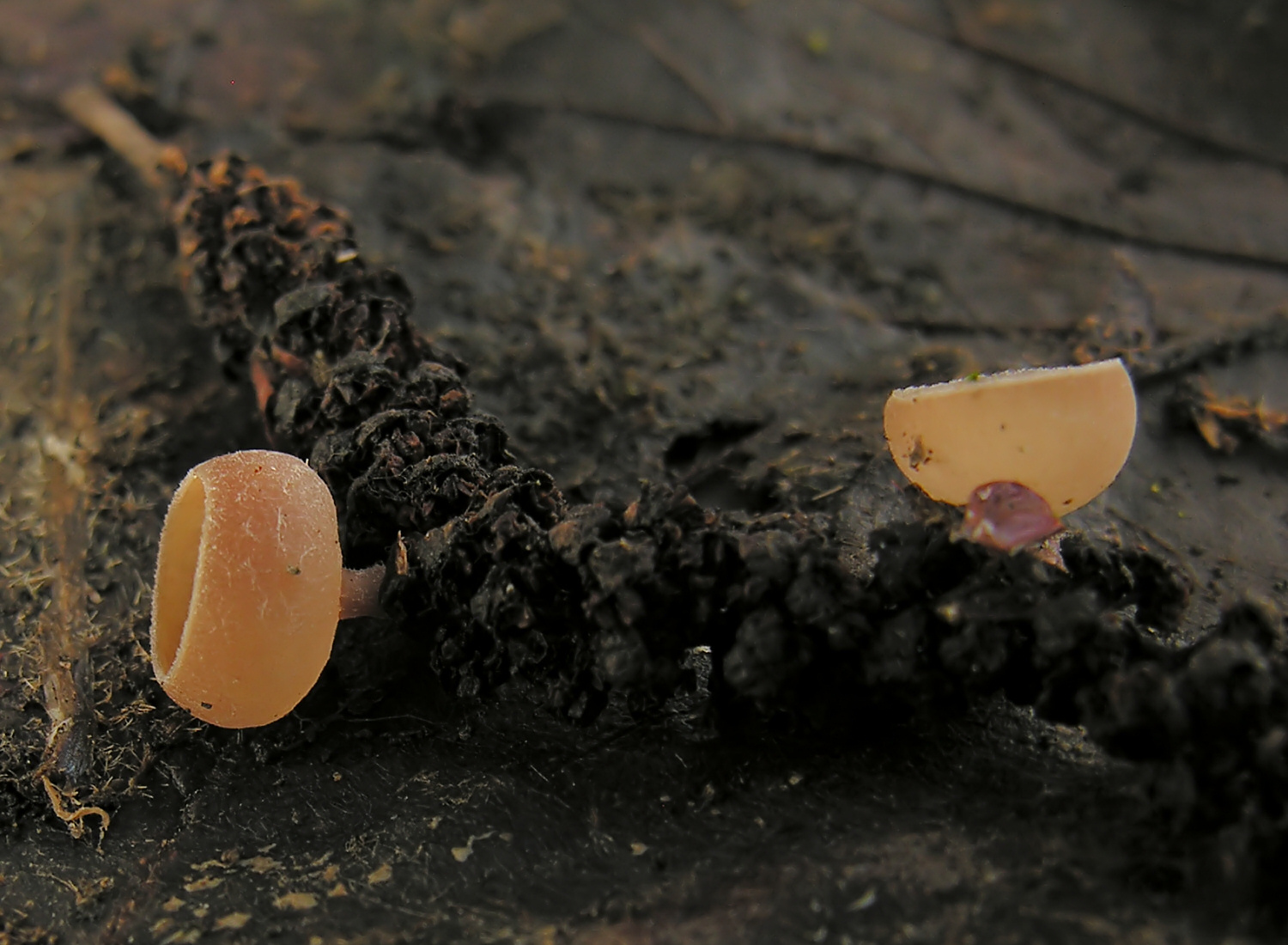
Erlenkätzchen-Becherling (Ciboria amentacea)

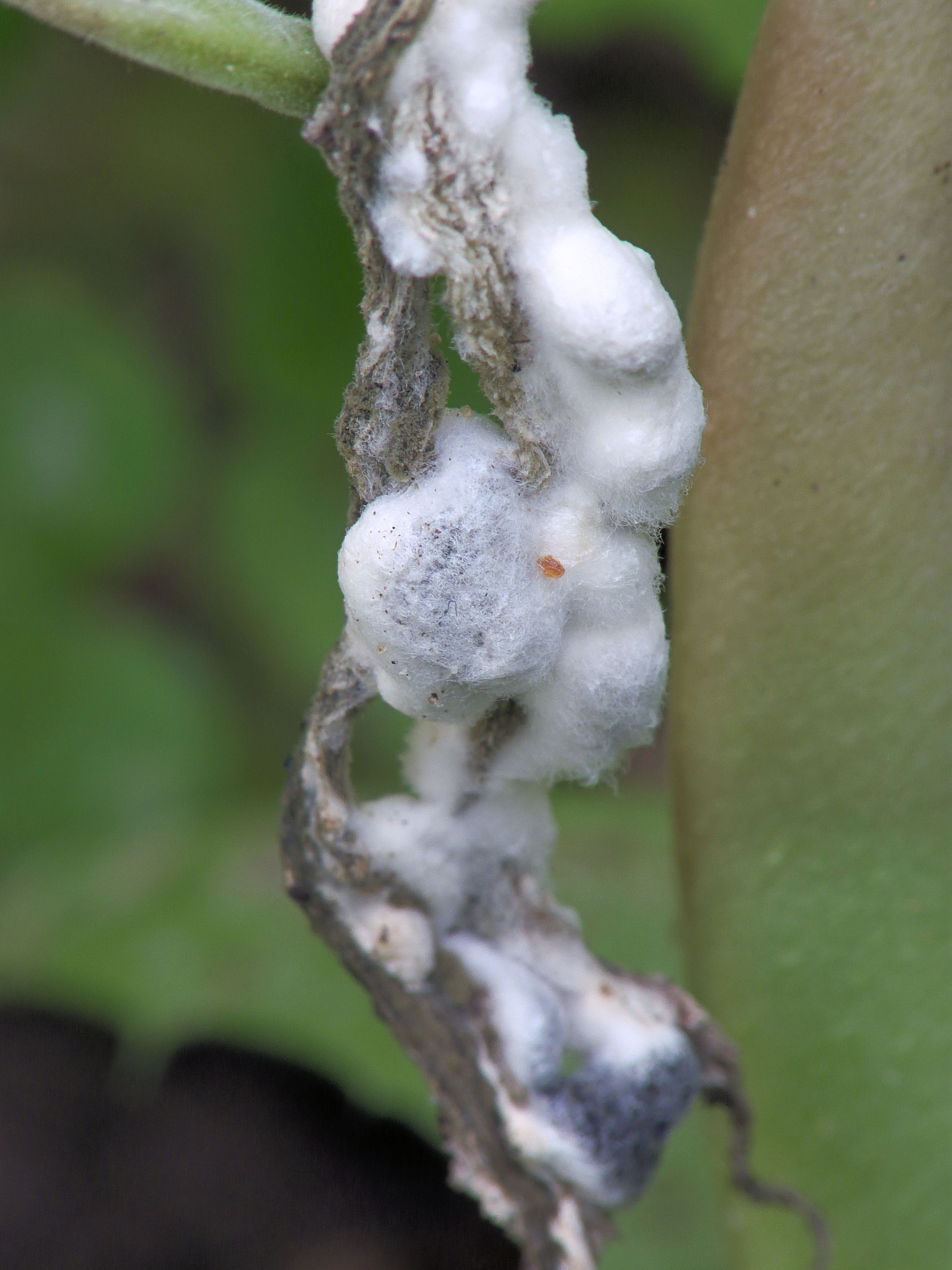
Sclerotinia sclerotiorum
an Gartenbohne (Phaseolus vulgaris)

Die Sklerotienbecherlingsverwandte sind gekennzeichnet durch das Sklerotium, ein rundliches, knollenförmiges oder scheibenförmiges Gebilde, aus dem der Fruchtkörper (Apothecium) entspringt. Die Ascosporen sind einzellig und hyalin. Anamorphe, die Makrokonidien ausbilden, sind verbreitet. Aber auch Anamorphe mit Mikrokonidien sind bekannt. Alle Arten bilden zudem das 36 kDa große SSP1-Protein, das für die Entwicklung des Sklerotiums verantwortlich ist. Bei allen Arten kommt es zur Antikörper-Kreuzreaktion mit SSP-Antikörpern. Während das Protein in allen Phasen des Sklerotiums und auch in den Apothecien zu finden ist, wird das dazugehörige Gen SSP1 ausschließlich im sich entwickelnden Sklerotiumgewebe exprimiert.

## Ökologie
Sclerotiniaceae sind weltweit verbreitet. Die meisten Arten sind nekrotrophe oder opportunistische Parasiten auf verschiedenen Pflanzen. Darunter sind bedeutende Pflanzenschädlinge wie die Grauschimmelfäule, der Kleekrebs oder Monilia.

## Systematik
Herbert Hice Whetzel stellte die Familie auf für Arten mit inoperculaten Asci und gestielten Apothecien, die entweder einem stromatisierten d. h. geschwärzten Wirtsgewebe oder einem Sklerotium entspringen. Holst-Jensen und Autoren trennten aber nach molekularbiologischen Untersuchungen die Arten, die das Wirtsgewebe stromatisierten und stellten sie in die neue Familie Stromabecherverwandte (Rutstroemiaceae).
Zu der Familie der Sklerotienbecherlingsverwandte gehören folgende Gattungen:
- Amphobotrys mit nur einer Art
- Botrytis: ursprünglich nur für die Nebenfruchtform mit drei Arten
- Fruchtbecherlinge (Ciboria)  mit 21 Arten
- Ciborinia mit 16 Arten
- Cristulariella mit fünf Arten
- Cudoniopsis mit nur einer Art
- Dumontinia mit fünf Arten
  - Gemeiner Anemonenbecherling (Dumontinia tuberosa)
- Elliottinia mit nur einer Art
- Grovesinia mit zwei Arten
- Haradamyces mit nur einer Art
- Kohninia mit nur einer Art
- Martininia mit nur einer Art
- Microstrobilinia mit der einzigen Art Microstrobilinia castrans[4]
- Monilinia (Fruchtbecherchen): Anamorphe Monilia mit 30 Arten
- Mycopappus mit drei Arten
- Myrioconium mit zehn Arten
- Sklerotienbecherrasen (Myriosclerotinia) mit zehn Arten
- Ovulinia mit neun Arten
- Phaeosclerotinia mit nur einer Art
- Pseudociboria mit nur einer Art
- Pycnopeziza mit fünf Arten
- Redheadia mit nur einer Art
- Sclerencoelia mit drei Arten
- Scleromitrula mit sechs Arten
- Sklerotienbecherlinge (Sclerotinia) mit 15 Arten
- Sclerotium mit ca. 100 Arten
- Seaverinia mit zwei Arten
- Septotinia mit zwei Arten
- Streptotinia mit drei Arten
- Stromabecherchen (Stromatinia) mit 15 Arten
- Valdensinia mit drei Arten
  - Valdensinia heterodoxa

Die Gattungen Stromabecher (Rutstroemia), Stromakelche (Lanzia), Poculum, Verpatinia und gewisse Arten der Braunsporstromapilze (Lambertella) werden den Stromabecherverwandten zugeordnet. Die Büschelbecherlinge (Encoelia) mit dem  Hasel-Kleiebecherling (Encoelia furfuracea) oder dem Pappel-Kleiebecherling (Encoelia fascicularis) werden jetzt den Cenangiaceae zugeordnet.